# Vincenc Muschinger z Gumpendorfu
Vincenc svobodný pán Muschinger z Gumpendorfu (Vinzenz Freiherr Muschinger von Gumpendorf) († 18. listopadu 1628, Vídeň) byl rakouský šlechtic, finančník a politik ve službách Habsburků. Zastával vysoké posty ve finanční správě habsburské monarchie a po porážce českého stavovského povstání získal rozsáhlý majetek v Českém království. Zemřel bez mužského potomstva.

## Kariéra
Pocházel ze štýrské rodiny, která za zásluhy v tureckých válkách obdržela v roce 1533 erb a od roku 1540 patřilo Muschingerům vídeňské předměstí Gumpendorf (nyní součást Vídně). Vincenc se narodil kolem roku 1570 jako syn Sylvestra Muschingera a od roku 1590 se připomíná ve službách Rudolfa II., později působil i ve službách jeho bratra Matyáše. Zúčastnil se dolnorakouských zemských sněmů a pomáhal financovat armádu, zbohatl také na úvěrech poskytovaných státu. V roce 1607 získal rytířský stav v Dolních Rakousích a od roku 1609 byl radou dvorské komory, později se stal císařským radou a v roce 1619 dosáhl polepšení erbu.
Vrchol jeho kariéry nastal po porážce českého stavovského povstání, kdy se zařadil mezi vlivné osobnosti dvora císaře Ferdinanda II. V roce 1622 byl povýšen do stavu svobodných pánů a v letech 1622–1626 byl viceprezidentem dvorské komory. Pravděpodobně měl také účast na finančním konsorciu bankéře Jana de Witte, které znehodnotilo měnu, ale naopak obohatilo podílníky (Karel z Lichtenštejna, Albrecht z Valdštejna, Pavel Michna z Vacínova atd.)

## Majetkové a rodinné poměry

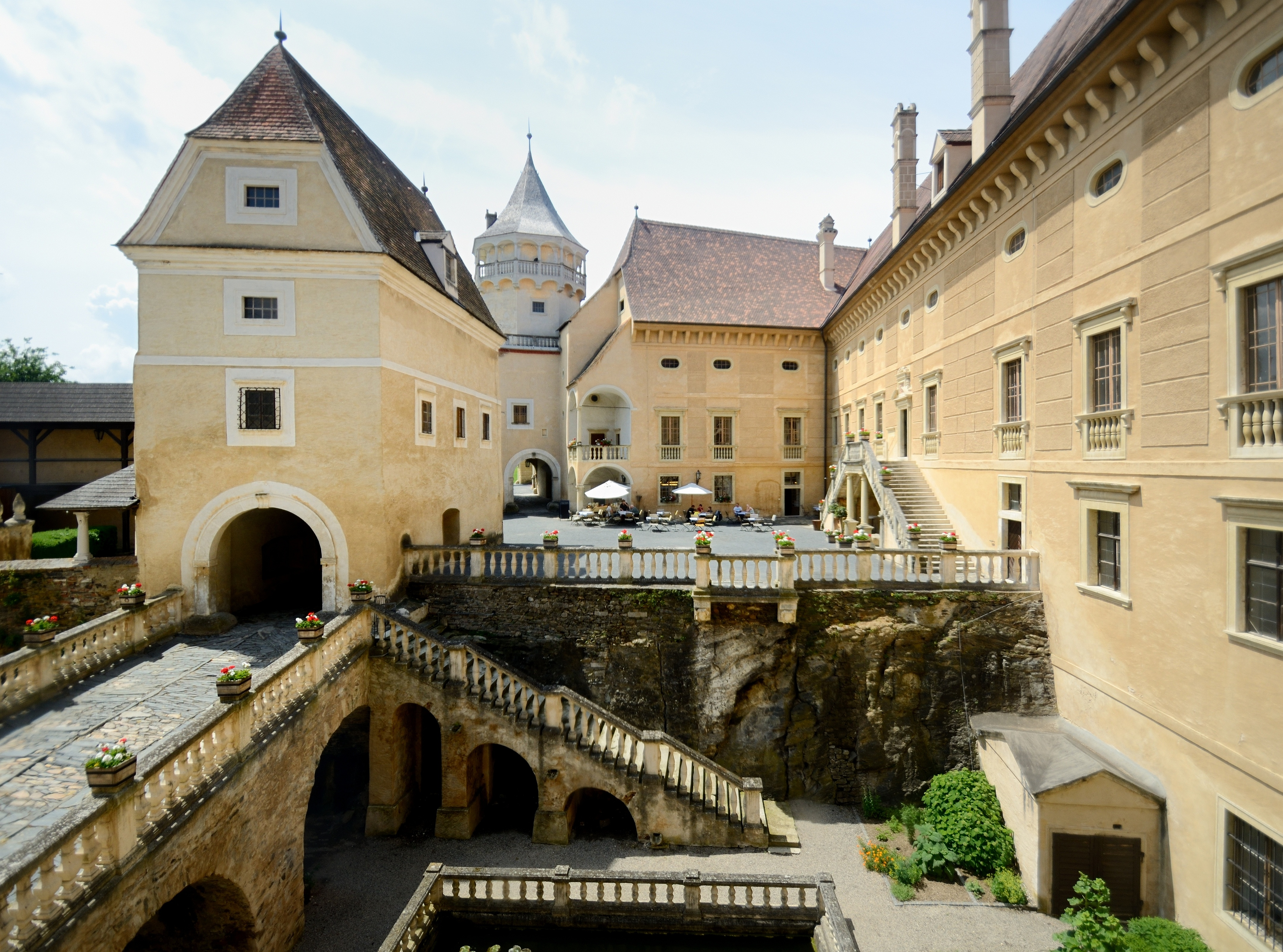
Zámek Rosenburg

Po otci zdědil statek Gumpendorf (nyní součást Vídně), ve Vídni vlastnil také palác na nároží Herrengasse a Strauchgasse, označovaný do 17. století jako Muschingerhaus (nyní na jeho místě stojí Ferstel Palais postavený v 19. století). V roce 1614 koupil od kardinála Františka z Ditrichštejna panství s hradem Rosenburg v Dolních Rakousích. Po porážce českého stavovského povstání využil příležitosti získat levné statky zabavené dolnorakouské šlechty, která s českým povstáním sympatizovala. V letech 1621–1622 skoupil v okolí svého hlavního sídla v Rosenburgu sousední panství Gars am Kamp a Horn.
Později rozšířil svůj zájem i do Čech, kde v lednu 1623 koupil od Albrechta z Valdštejna panství Choceň a Borovnice za 110 000 zlatých. Krátce nato koupil nedaleko od Chocně další statky zkonfiskované Dobříkovským z Malejova a Kapounům ze Svojkova (Zámrsk a Dobříkov). Ještě v roce 1623 podnikl největší transakci ve východních Čechách, kdy skoupil majetek zkonfiskovaný Betenglům z Neuenperka, a sice panství Rychnov nad Kněžnou a Borohrádek za celkovou hodnotu 105 000 zlatých. Později projevil ještě zájem o betenglovské domy v Praze, ale kvůli vysoké ceně na jejich koupi nakonec rezignoval.
Na hradě Rosenburg nechal vybudovat turnajové nádvoří, které je dodnes největší v Evropě, stavební úpravy prováděl i na svých dalších sídlech v Rakousku. Naopak panství v Čechách nikdy nenavštívil, ale usiloval o rekatolizaci prosazovanou ještě před vydáním Obnoveného zřízení zemského. Díky tomu na panstvích Choceň a Rychnov došlo v roce 1627 k povstání poddaných.
S manželkou Margaretou Kemptnerovou měl tři dcery. Anna Polyxena byla abatyší kláštera dominikánek ve Vídni a zasloužila se o rozšíření komplexu klášterních budov. Marie Kateřina byla manželkou hraběte Petra Arnošta z Mollartu, Marta Alžběta se provdala za říšského vicekancléře hraběte Ferdinanda Kurze ze Senftenau. Manželé Muschingerových dcer zdědili jeho majetek v Rakousku a v Čechách, některé statky hned přešly do cizích rukou (Rychnov nad Kněžnou).